# 津軽三味線
津軽三味線（つがるしゃみせん、つがるじゃみせん）は、津軽地方（現在の青森県西部）で成立した三味線音楽。本来は津軽地方の民謡伴奏に用いられるが、現代においては特に独奏を指して「津軽三味線」と呼ぶ場合が多い。撥を叩きつけるように弾く打楽器的奏法と、テンポが速く音数が多い楽曲に特徴がある。

## 歴史
楽器そのものの歴史は三味線も参照のこと。
弦楽器そのものの発祥は中東とされる。その後構造的に変化しながら、インドを経て中国に入り、中国南部において「三絃」が成立。この「三絃」が沖縄を経て畿内に持ち込まれ（異説あり）、江戸時代中期に日本独特の三味線となった。以降、三味線は日本各地の土着芸能と融合して様々に発達し、当時日本最北端であった津軽地方において津軽三味線となる。
津軽三味線の楽曲の原型は、新潟地方の瞽女（ごぜ）の三味線と言われる。その他、北前船によって日本海側各地の音楽が津軽に伝わり、津軽民謡は独特の発達をみる。しかし、津軽地方においてはボサマと言われる男性視覚障害者の門付け芸として長く蔑まれていた。そのためもあり、津軽三味線の起源をたどることができる文献はごく僅かで、歴史に関してはおおむね口伝に依る。ただし、津軽三味線の歴史が浅いため、現在でも、古老の三味線奏者から、あくまで主観的なものではあれ、津軽三味線の起源について聞くこともできる。
多くの口伝を調査・記録し、文書としてまとめたのは大條和雄がほぼ初めてであり、現在認識されている津軽三味線の歴史については、彼の研究成果に依るところが大きい。しかし、それもまたあくまで伝承を再構築したものに過ぎず、多分にフィクション的要素も含まれているため、史料としての価値は低い。
大條によると、津軽三味線の始祖は、幕末に五所川原の金木地区に生まれたボサマ「仁太坊」（にたぼう）。それまで地味な門付け芸だった三味線音楽に革新的な奏法を取り入れ、津軽三味線の原型を築いたという。仁太坊と共に、黒川桃太郎や梅田豊月らが競い合いつつ、さらに時代がくだり、高橋竹山・白川軍八郎（1909-1962、軍八郎手を生み「津軽三味線の神様」と呼ばれた）・木田林松栄（1911-1979、「叩きの林松栄」と言われ人気を集めた）らの演奏家が出るに及んで、津軽地方の三味線は他の三味線音楽とは全く異質な音楽として発達を遂げる。三味線も細棹ないし中棹から太棹に変化し、奏法も「叩き」を中心とする打楽器的な奏法が主流を占めた。
高橋竹山の著書によると、お祭りがあればその神社の境内にはずらりとボサマ達が並び、互いの腕を競い合うかのように三味線を演奏していた。そんな環境の中、津軽三味線草創期の名人と呼ばれる人々は、他のボサマより目立つために、より大きな音・派手な技を追求するようになる。三味線は、それまで瞽女と同じ中棹や細棹を用いていたものが太棹になり、撥は速弾きに適した小振りなものとなり、音楽もまた一部に「叩き」と呼ばれるパーカッシヴな奏法を用いた、複雑かつハイテンポなものに変化していった。竹山自身、「三味線なんて音が大きく出ればそれで良かった。音が大きいから太棹を選んだんだ」と語っており、より目立つため、技量を誇示するために、大音量で複雑かつ高度な技術を盛り込んだ音楽が発達したと言える。
「津軽三味線まんだら」によると、北海道芸能の松村一郎によると、マイクが現れたのは昭和29年ごろで、それも最初は大きい劇場に限られていたそうで、
照明も同様で、ドサ回りの小屋はロウソクやランプをともしたところも多かった。声が聞こえず照明が暗ければ、観客の罵声が飛び交うことになる。張り裂けんばかりの声で唄い、
一の糸で豪快な響きを添える津軽民謡の特性は、その頃の貧弱な舞台事情から産まれた。とある。
昭和40年代の民謡ブームで一世を風靡、それまで単に「津軽もの」などと呼ばれていたこの三味線音楽を、三橋美智也らが「津軽三味線」と称して、以後定着をみる。本来は単なる伴奏楽器として、観客に見えぬよう舞台袖で演奏するものだったが、時代が下るにつれ、三味線のみで演奏する前奏部分（前弾き）が独奏として独立してゆく。
1980年代になると、高橋祐次郎らのグループ「風」を筆頭に、舞台芸術として、一般に向けた合奏団形式のコンサートが演じられるようになり、津軽三味線の持つ役割が脇役から主役へと転じていった。
現代では独奏楽器としての側面が強調され、吉田兄弟、木乃下真市（木下伸市）、上妻宏光らの若手奏者が独奏主体の演奏スタイルを確立している。しかし、津軽三味線の特徴のひとつである、即興での伴奏（唄づけ）が出来ない奏者も多くなってきており、これを憂う声も多く聞かれる。

## 楽器
三味線は太棹を用い、特に「津軽三味線」として独立した楽器と見なされている。他のジャンルに比べ、積極的にエレキ三味線が開発されている。また、独奏が主体のため左利き用の三味線も他の流派よりも使われている。

### 棹と胴
三味線本体の寸法は義太夫の三味線とほぼ同じで、棹材には稽古用として花梨、舞台用で高級なものになると紅木を用いる。後者の方が材質が固い為音質が良く、棹の摩耗（勘減り）が少ない。通常三分割できる構造になっており、継ぎ目に「金ホゾ」と呼ばれる金細工を施してある場合がある。
胴材には花梨を用いる。大きさは五分を標準とし、四分大、六分大のものもあるが、明確な規格はない。内部に「綾杉」という綾目模様が彫り込んであるものが高級品で、この綾杉を施していない胴を「丸胴」と呼ぶ。金ホゾと綾杉のいずれも、音響工学的には無根拠だが、音質が違うと感じる奏者が多い。
基本的には注文生産であり、奏者と職人の人間関係が大切であるとされる。原木よりも職人の技術料が高価である他、高い信頼関係があれば随意割引きなどが行われるため、市場価格は一概に言えない。ごく一般的に言えば、紅木・丸胴・金ホゾなしでおよそ20万円から40万円ほどである。中級クラスで50万～80万円、非常に高級なものでは500万円を超えることもあるが、そのような場合、音質よりも工芸品的価値が優越することが多い。また、一般に運指による棹の摩耗や皮の張り替えによる胴の摩耗が激しいため、ヴァイオリンにおけるストラディバリウスのようなヴィンテージは存在しない。すなわち、よく言われる「一生もの」の三味線というものは存在しないと言っても過言ではなく、三味線は消耗品であり、買い換えるものであるというのが津軽三味線における常識である。
専業の演奏家では特に消耗が激しく、数年おきに買い換えることが多い。このため、演奏家が舞台で現実に使用する三味線は、おおむね200～300万円程度が上限であると言われるが、個人により差が大きい。

### 糸巻き
糸を巻き取る棒状の部分（ギターで言うところのペグ）を、「糸巻き」または「かんざし」と呼ぶ。材質には象牙または黒檀、紅木などを用いるが、最近ではプラスチックやアクリル製半透明のものもある。

### 皮
皮に用いるのは犬の皮で、背の部分を用いる。胴との貼り付けは澱粉糊を使用するため、きわめて湿度変化に弱い。材質は秋田犬の雌が最高級とされるが、現在は大半がアジア全域からの輸入品。近年合成品も出回っているが、音質に劣る上、価格がさほど変わらないため好まれない。

### 撥
撥は先端が鼈甲製の小ぶりのものを使用する。昨今の鼈甲不足のため、代替品も出回っているが音質に劣るとしてあまり好まれない。柄の部分はプラスチック、象牙、水牛の角など様々な材質が用いられる。

### 糸
糸は太い順から一の糸、二の糸、三の糸と呼ぶ。本来絹糸を用いるが、奏法上非常に切れやすいため、音色は劣るが、二の糸および三の糸にはナイロンまたはテトロンを用いる場合が多い。色は黄色で、これはかつて防虫効果のあるウコンを絹糸に染め込んだ名残、または音に艶を出すために卵黄を染め込んだ名残とされている。

### 調弦
津軽三味線の調弦は三種類ある。唄い手の声の高さに合わせて一の糸の調弦を変えるのが特徴である。
- 二上り - 一の糸を基準に、二の糸を5度上、三の糸を8度上に取り、相対音で「ド・ソ・ド」となる。津軽じょんから節および津軽よされ節等で使用される。
- 本調子 - 一の糸を基準に、二の糸を4度上、三の糸を8度上に取り、相対音で「ド・ファ・ド」となる。津軽小原節等で使用される。
- 三下り - 一の糸を基準に、二の糸を4度上、三の糸を短7度上に取り、相対音で「ド・ファ・シ♭」となる。津軽三下がり等で使用される。

絶対音は尺八または篠笛を基準とする。東日本においては、主に尺八の長さを示す「尺」と「寸」が用いられることが多い。「2尺」がほぼ絶対音Cに該当し、以降半音上がるごとに1寸減じ、下がるごとに1寸増す。「1尺9寸」がC#、「2尺1寸」がBにほぼ該当する。
一方、西日本においては主に、長唄囃子などで使われる篠笛の音程を表す「本」が使われる。4本がほぼ絶対音Cに該当し、以降半音上がるごとに1本増し、下がるごとに1本減ずる。「5本」がC＃、「3本」がBにほぼ該当する。

## 演奏曲目

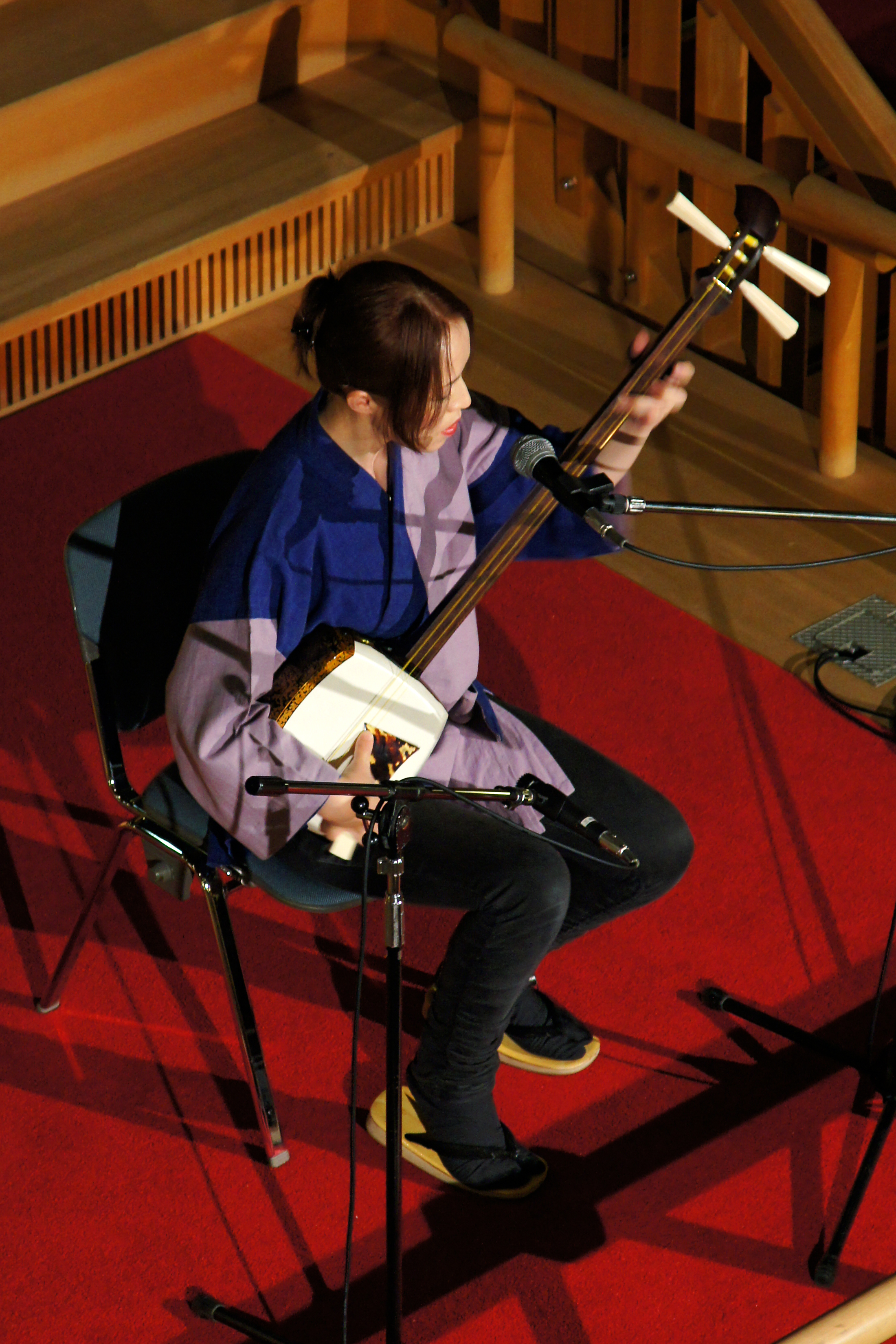
津軽三味線の演奏

演奏楽曲は、主として津軽三大民謡（津軽三ツ物）、および五大民謡（五ツ物）。三大民謡とは、「津軽じょんから節」「津軽よされ節」「津軽小原節」を指し、五大民謡とはこれに「津軽あいや節」「津軽三下がり」を加えたもの。これらの演奏は、基本的にすべて即興で行う。独奏や前奏に限らず、唄の伴奏（唄づけ）においても唄い手の即興に応じた演奏をしなければならないため、唄づけの際には高度な知識と技術が要求される。近年ではこの唄づけができない奏者が増えており、これを嘆く声も多い。唄づけが廃れゆく原因には、奏者個人の嗜好のみならず、唄い手の不足や三味線界の閉鎖的環境が指摘されることもある。
稀に、「三大民謡」に津軽あいや節や津軽音頭などを入れる流派があるが、歴史的・一般的な定義からするとこれは誤りである。

## 流派
津軽三味線における家元制度の名取制は、汝なだば（大條和雄著）によると、1967年（昭和42年）に初代小山貢（現：小山貢翁）が導入、次いでそれを参考に1970年（昭和45年）に木田林松栄が、導入した現在は、全国各地に大小様々な流派が興り、それぞれが家元（会主の場合もある）を名乗っている。
日本舞踊や長唄などの古典邦楽（ただし、最近ではそれらのジャンルでも流派にとらわれずフリーで活動する者も存在する）に比較すると扱いは軽い。これは、そもそも即興を基本とする音楽のため、芸の同一性を保持するという側面が薄いためでもある。また、歴史の浅さや（家元三代目は既に出ている）、津軽三味線の流派を統一する組織が不在なこと、他の日本文化とくらべ流派に所属しなくてもやっていける環境がある、職格（名取、師範等の資格）より大会の入賞歴の方が重視される傾向にあることが一因であると言える。
現在、津軽三味線に関する超流派的組織として「21津軽三味線ネットワークジャパン」「全国津軽三味線協議会」「全日本津軽三味線友の会」などが併存しているが、いずれも所属者の利益が乏しいこともあり、加入する者は多いとは言えない。また、それぞれが別個にコンクールを主催し、互いの提携や交流がきわめて少ない状況にある。民謡における全国的な組織としては、日本民謡協会や郷土民謡協会が挙げられるが、これらの団体に所属しない津軽三味線奏者も多い。これは、特に津軽もの・津軽民謡が他の一般的な民謡に比して別種のものである（実際に楽器からして別物）という認識が、少なくとも奏者の側に多く見られるためと、民謡の唄付けの需要が減っているのも大きな原因の一つである。
津軽三味線における「流派」とは合奏のフレーズが合うことであり（特に合奏曲六段のフレーズにはっきり現れる）、バチの叩き方、バチの形状、撥の固さの好み、伝承方法（口伝、楽譜など）あるいは糸巻きの位置（細棹三味線と比べて2の糸と3の糸の糸巻きを替える場合と、細棹三味線と同じ順にする場合がある）などに特徴が良く現れている。

## 流派の系統
演奏法に関しては、豪快に叩くように弾く叩き三味線と、高橋竹山の流れを汲む繊細な弾き三味線とに大分される。現代の多くの津軽三味線は、昔の名人といわれる白川軍八郎、木田林松栄 、福士政勝など、叩き系の流れを汲むものがほとんどで、弾き系の流れを汲むものはごく僅かである。
叩き三味線の流派としては、小山流（宗家：小山貢翁、家元：小山貢）、澤田流（家元：澤田勝秋）、高橋流（家元：高橋祐次郎）などが有名かつ組織も大きい。福豊会（会主：福士豊秋）木乃下流（流祖：木乃下真市（木下真市））山中流（家元：山中信人）等全国大会での受賞者常連を産み出す会派も存在する。弾き三味線の流派として全国的に認知されているのは、竹山流（家元：高橋竹山）のみである。最近では、特定の指導者を設けず同好会的に活動する団体、サークルもあるが、代表がいて会員がいるので実際は制限も多く、扱いとしては一流派と同じものである。

## 全国大会
弘前の大会を始めとし、津軽三味線発祥の地とされる金木、東京、青森、じょんがら節発祥の地と言われる黒石市、大阪、神戸、九州、香川、津軽三味線甲子園（東京・中野サンプラザ、深川江戸資料館。津軽三味線を題材にした漫画ましろのおととのコラボレーション企画）、びわ湖に到るまで様々な大会が開催されている。流派における家元制と違い実力主義で判断されるので正当な実力主義であるが、一方曖昧な審査基準、大会連戦による上位入賞者が常連で固まることにより後発の参加者が上位入賞することは難しい、等と問題点も多々ある。大阪は早弾き、弘前は山田千里の影響が強く唄に沿ったものが好まれるなど審査基準のカラーもその大会ごとに違う。また同じ大会でも経年によりカラーが変化することもよくあるのでその辺りは参加者はしっかり確認が必要であろう。

### 毎年開催される主な全国大会、主催、会場、開始年
- 津軽三味線世界大会（旧・津軽三味線全国大会）[3] - 津軽三味線全国・世界大会実行委員会。青森県弘前市、1982年〜
- 津軽三味線全日本金木大会[4] - 津軽三味線全日本金木大会実行委員会（津軽三味線会館）。青森県五所川原市金木、平成元年（1989年）〜
- 津軽三味線コンクール全国大会[5] - 公益財団法人日本民謡協会。東京都台東区浅草、平成10年（1998年）〜
- 津軽三味線日本一決定戦[6] - 津軽三味線日本一決定戦実行委員会、特定非営利活動法人津軽三味線全国協議会、青森市教育委員会、青森市文化スポーツ振興公社。青森県青森市、平成19年（2007年）〜
- 本場津軽民謡全国大会[7] - 本場津軽民謡全国大会実行委員会（津軽伝承工芸館）。青森県黒石市、2012年〜
- 津軽三味線・津軽民謡全国大会[8] - NPO法人日本伝承芸能舞台芸術振興会。
  - in びわ湖 - 滋賀県大津市、2013年〜
  - in 倉敷 - 岡山県倉敷市、2016年〜
  - in 岡山 - 岡山県倉敷市、2016年〜
  - 岡山県民謡全国大会 - 岡山県倉敷市、2017年〜

## 現代の有名奏者（五十音順）
民謡ブーム以降、多くの一流奏者が津軽や函館から東京に移り住んでおり、現在では本場青森よりも東京の方が層が厚い。
二代目小山貢・五錦竜二・澤田勝秋・高橋祐次郎・福居典大・福士豊秋（東京）、工藤まんじ・長谷川裕二・福士豊勝（青森）、長谷川一義（大阪）、木田林松次（新潟）、渋谷和生（青森）、山上進（青森）、多田あつし（青森）、小山内薫（青森）らが有名。
若手では、上妻宏光、浅野祥、木乃下真市、高橋竹童、山中信人、踊正太郎、吉田兄弟（吉田良一郎、吉田健一）、柴田三兄妹、藤井黎元など。
静岡では、大塚晴也（ハレルヤ）。
男性奏者に比べると女性奏者は数が少ないが、二代目高橋竹山、工藤菊江のほか、市川竹女、駒田早代、福居典美、はなわちえ、白藤ひかり、武田佳泉、松原ひろ子、山田里千美、蜷川べに(和楽器バンド)などがいる。

## その他
- 大條和雄 - 津軽三味線研究家
- セ三味ストリート - 大道芸としての津軽三味線を押し出したパイオニア
- 小山貢山 - 吉田兄弟の楽譜の出版等を手掛ける
- 川本高虎 - 「ストリートミュージシャン」としての津軽三味線のパイオニア
- ましろのおと - 津軽三味線を題材にした漫画
- 雅勝 - 津軽三味線の奏者
- いとみち - 映画化もされた小説。主人公の特技が津軽三味線。

- 重信優 - 津軽三味線天地心弦流家元。宮崎県のローカルタレントとしても活躍し、地元の諸県弁丸出しで独自のギャグをら交えた明るいキャラで人気を博した。2021年1月24日に肝臓癌により死去

## 関連文献
- 『津軽三味線の系譜』（木村弦三）「東奥日報」1974年10月16日～12月14日連載
- 『津軽三味線 : 高橋竹山・その人と芸の底を流れるもの』（倉光俊夫） 立風書房,1976年,ASIN B000J920WS
- 『The Spirit of Tsugaru: Blind Musicians, Tsugaru-jamisen, and the Folk Music of Northern Japan』（Gerald GROEMER） Harmonie Park Press,1999年,ISBN 0899900852. 2nd edition（新訂増補）津軽書房, 2012年。
- 『弦魂津軽三味線』（大條和雄） 合同出版,1984年,ASIN B000J75FAE
- 『津軽三味線の誕生 : 民俗芸能の生成と隆盛』（大條和雄） 新曜社,1995年,ISBN 4788505029
- 『津軽三味線ひとり旅』（高橋竹山） 新書館,1976年,ASIN B000J93QZI
- 『津軽民謡の流れ』（山田千里） 青森県芸能文化研究会,1978年,ASIN B000J8L516
- 『津軽三味線入門オールインワン』（小山貢山） 千野出版事業部,2012年,ISBN 978-4-86178-152-0
- 『津軽三味線まんだら』（松木宏泰） 邦楽ジャーナル,2011年,ISBN 978-4-9904534-3-5 C3073